# Pseudolycopodium densum
Pseudolycopodium densum – gatunek rośliny z rodziny widłakowatych. W wielu źródłach włączany do rodzaju widłak Lycopodium jako L. deuterodensum, jednak w systematyce widłakowatych skłaniającej się do wydzielenia większej liczby rodzajów (np. system PPGI z 2016) wyróżniany jest jako przedstawiciel monotypowego rodzaju Pseudolycopodium. Roślina występuje w Australii (wschodnia część kontynentu od Queensland po Wiktorię, na izolowanym stanowisku pod Mount Lofty w Australii Południowej oraz na Tasmanii) poza tym na Nowej Zelandii (północna część Wyspy Północnej), na Wyspach Chatham i na Nowej Kaledonii.
P. densum rośnie w widnych, sklerofitycznych lasach i zaroślach, na wrzosowiskach, obrzeżach lasów równikowych, w regenerujących się lasach kauri na Nowej Zelandii, na brzegach jezior i oczek wodnych zwykle w miejscach zabagnionych lub wilgotnych. Na stanowiskach często rośnie obficie.

## Morfologia

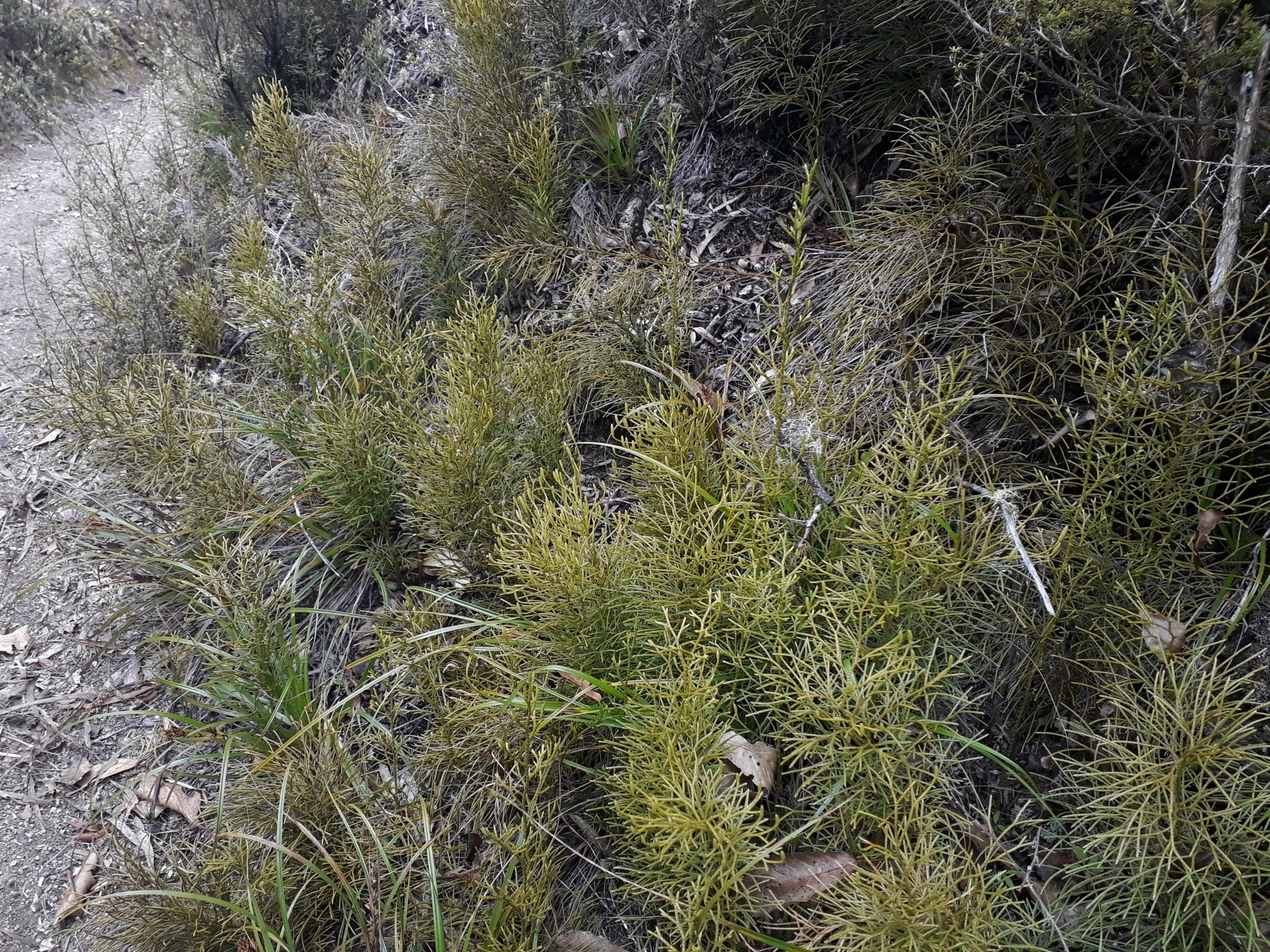
Płat Pseudolycopodium densum

Pokrój sporofituRoślina o podziemnych kłączach osiągających 3 m długości okrytych luźno rozmieszczonymi łuskowatymi liśćmi. Pędy nadziemne o prostej, wyraźnej osi osiągającej od 10 do 100 cm wysokości, w górnej części silnie, drzewkowato rozgałęzione. Swoim pokrojem bardzo przypominają młode rośliny iglaste.
Liście (mikrofile)Zmienne, zielone do żółtawozielonych lub nawet pomarańczowobrązowych, wyrastające na pędach skrętolegle lub zagęszczone i tworzące pozorne okółki, przylegające do pędów lub odstające. Na pędach i gałązkach wegetatywnych liście są równowąskolancetowate, od 2 do 4,5 mm długości, zaostrzone na końcach i zwykle są rozpostarte. Na pędzie głównym osiągają do 6 mm długości i zwykle są przylegające. Na gałązkach zwieńczonych kłosami zarodnionośnymi liście są jajowatolancetowate, o długości 1 do 2,5 mm, na brzegu błoniaste, przejrzyste, u nasady orzęsione.
ZarodnieWyrastają na powierzchni liści zarodnionośnych (sporofili) tworzących na końcach rozgałęzień pojedyncze, kotkowate kłosy zarodnionośne osiągające od 1 do 3,5 cm długości. Sporofile zachodzące na siebie, łuskowate, trójkątniejajowate, zaostrzone na końcach, na brzegach błoniaste i postrzępione. W stanie dojrzałym barwy pomarańczowobrązowej.

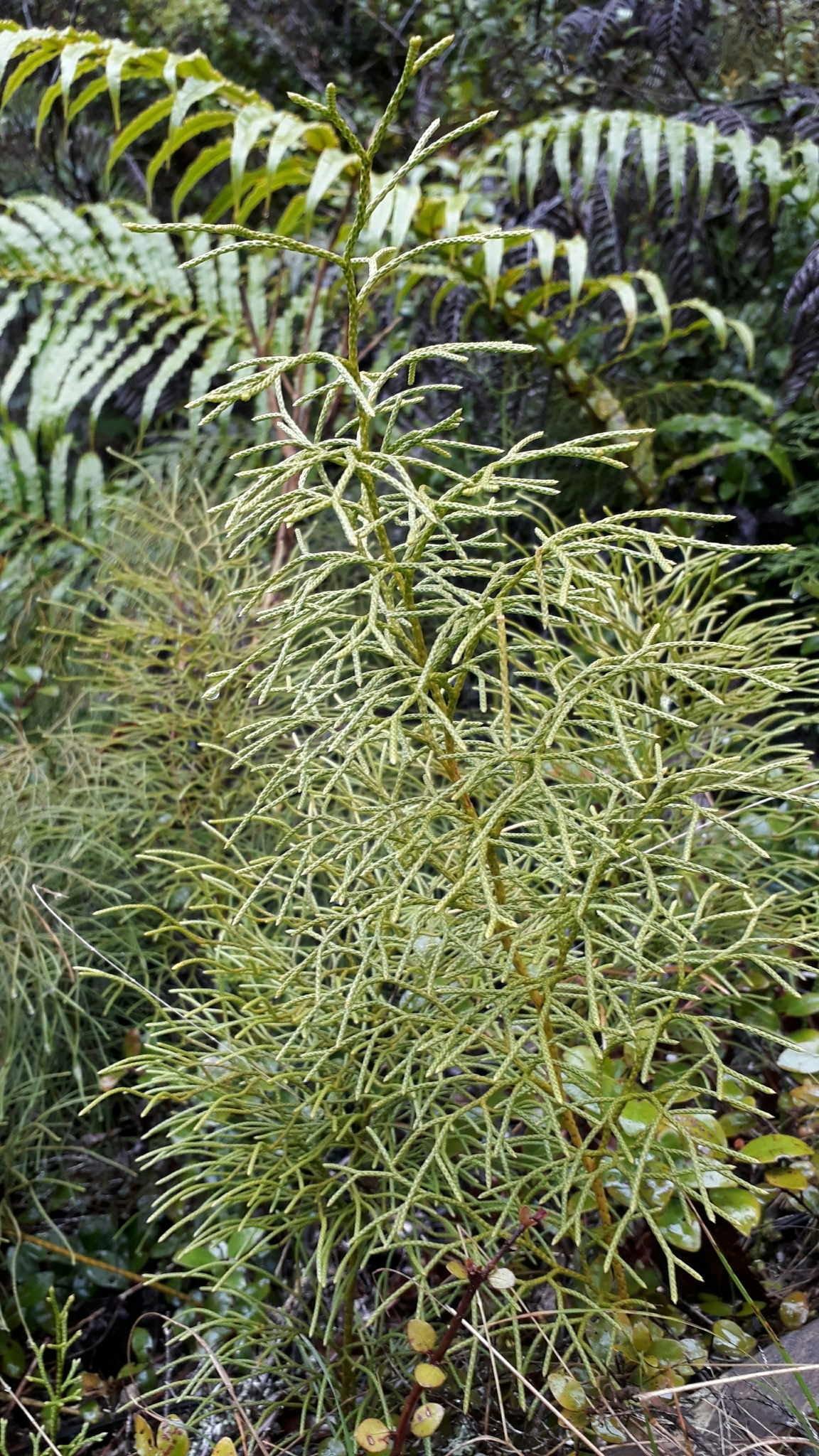
Pęd wegetatywny
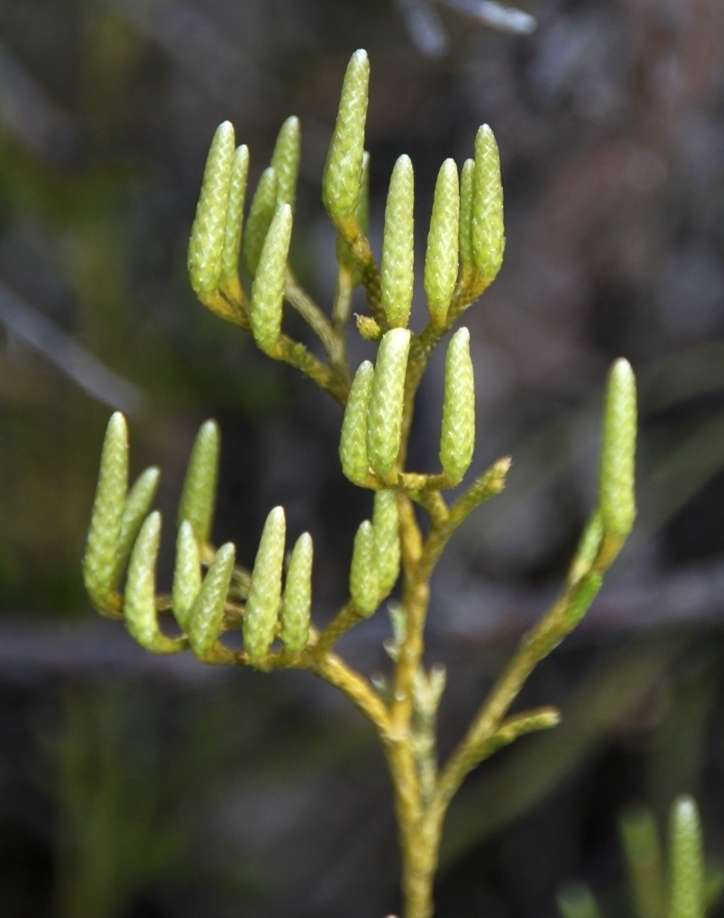
Dojrzewające kłosy zarodnionośne
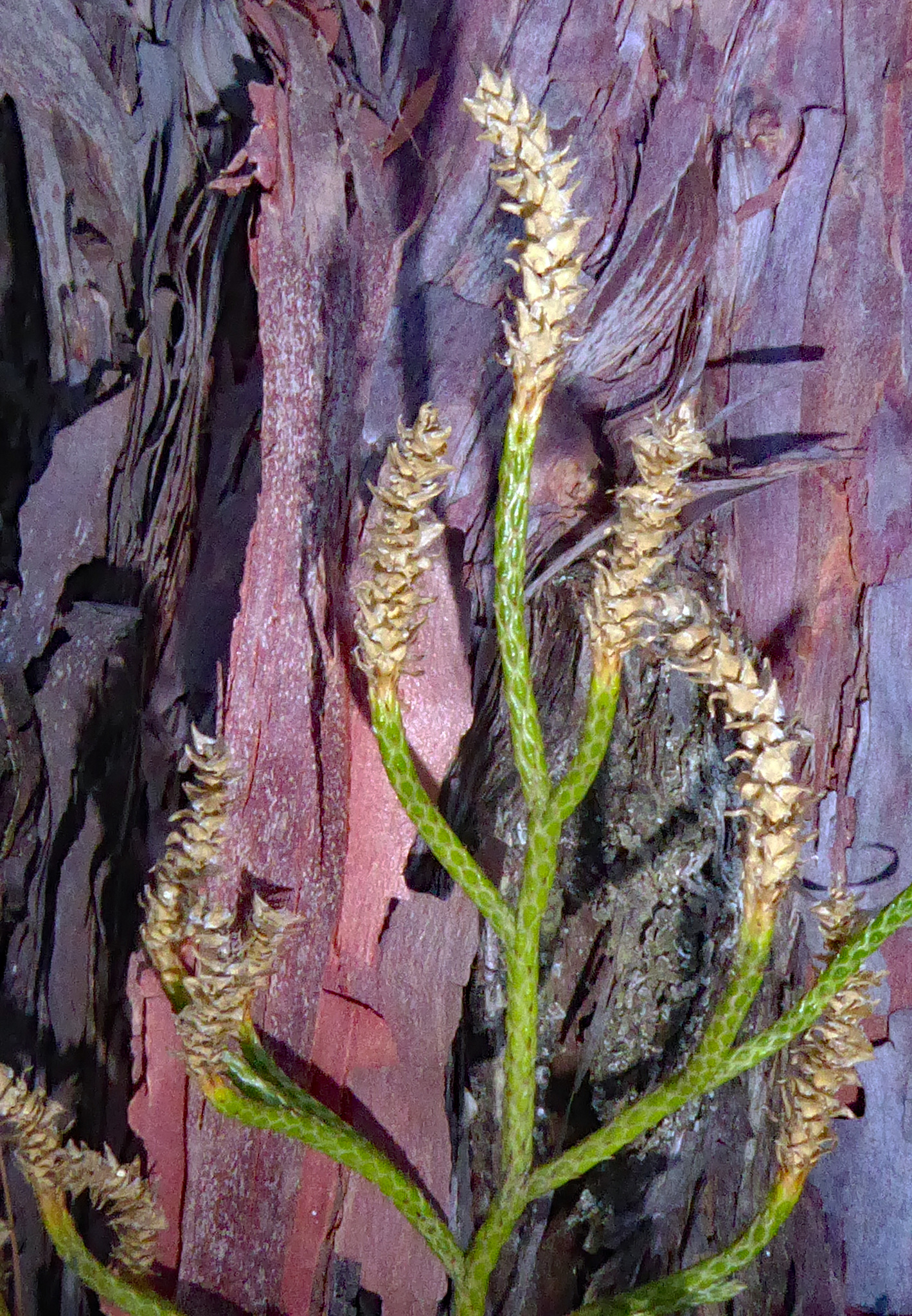
Dojrzałe kłosy zarodnionośne

## Systematyka
W systemie PPG I z 2016, obejmującym m.in. widłaki, gatunek ten jest przedstawicielem monotypowego rodzaju Pseudolycopodium Holub, Folia Geobot. Phytotax. 18: 440. 1983, będącego jednym z 9 rodzajów w obrębie podrodziny Lycopodioideae Eaton sensu Wagner & Beitel ex Øllgaard z rodziny widłakowatych. 
Rodzaj wyodrębniony został po raz pierwszy przez Josefa Holuba w 1983 w wyniku zaproponowanego przez niego podziału opisanego wcześniej w 1845 roku rodzaju Diphasium w szerokim ujęciu Karla B. Presla. 
W alternatywnym (popularnym) ujęciu Lycopodium deuterodensum stanowi monotypową sekcję Pseudolycopodium (Holub) B.0llgaard w obrębie rodzaju widłak Lycopodium. 